# Chemical Bank
Chemical Bank foi uma instituição bancária estadunidense, com sede em Nova Iorque, fundada em 1823 e que mudou de nome após adquirir o Chase Manhattan Bank, em 1996.

## Histórico
A empresa foi fundada em 1823 como New York Chemical Manufacturing Company, em Greenwich Village, produzindo substâncias químicas, como cânfora, ácido nítrico, remédios, tintas e corantes.
Seu registro foi alterado no ano seguinte, permitindo que também realizasse práticas bancárias. Tornou-se o Chemical Bank of New York em 1844, e em 1851 abandonou completamente a fábrica de produtos quimicos, embora mantivesse o nome.
Em 1865 recebeu a autorização do Tesouro para atuar nacionalmente. Após uma série de aquisições, fundiu-se ao Corn Exchange Bank, em 1954. Continuando suas aquisições (como do Texas Commerce Bank e do Manufactuerers Hanover Corporation), transformou-se no Chemical Banking Corporation em 1988.
O Hanover havia sido o primeiro banco a ter autorização para operar em Portugal; com a fusão, passou a chamar-se Banco Chemical (Portugal) S.A., em 1991. Hoje a instituição tem o nome de Caixa BI.
Em 1995 o Chemical adquiriu a instituição bancária dos Rockfeller, o Chase Manhattan Bank, que manteve o nome. Em 13 de setembro de 2000 o novo Chase Manhattan adquiriu o J.P. Morgan, um dos maiores bancos dos EUA, por 36 bilhões de dólares, constituindo o J.P. Morgan & Co.. No Brasil, a nova instituição possui um ativo de 8 bilhões de Reais, e é herdeira de duas das maiores instituições que lucraram investindo com a dívida externa do Brasil, o J.P. Morgan e o Manhattan Bank.